# Armadillo de cua nua del Chaco
L'armadillo de cua nua del Chaco (Cabassous chacoensis) és una espècie d'armadillo de la subfamília dels tolipeutins. Viu a l'Argentina, el Paraguai i, possiblement, el Brasil. Habita els boscos secs tropicals o subtropicals i els matollars subtropicals o tropicals. Està amenaçat per la pèrdua d'hàbitat.